# Hunan
Hunan (kin. 湖南, pinyin: Húnán, što znači „južno od jezera Dungting”) je kineska pokrajina na jugoistoku središnje Kine. Glavni grad je Changsha. Pokrajina je imala površinu od 210.800 četvornih kilometara i 66.980.000 stanovnika (2004.).

## Zemljopis
Hunan graniči s pokrajinama Hubei na sjeveru, s Jiangxi na istoku, s Guangdong na jugu, s Guangxi na jugozapadu, s Guizhou na zapadu i s Chongqing prema sjeverozapadu. 
Hunan se nalazi se na južnoj obali rijeke Jangce, oko pola puta duž njene dužine. Po veličini, 10. je provincija u Kini. Jezero Dongting drugo je najveće slatkovodno jezero u Kini. Na istoku, jugu i zapadu provincije nalaze se planine i brda, kao što su: planina Wuling na sjeverozapadu, gorje Xuefeng na zapadu, planina Nanling na jugu te gorje Luoxiao na istoku. Planine i brda zauzimaju više od 80% površine, a ravnice manje od 20%.

## Povijest
Prašume Hunana su izvorno naseljavali predci današnjih naroda Mjao, Tujia, Dong i Yao. God. 350. pr. Kr. ovo područje je osvojilo Kinesko Carstvo pod dinastijom Zhou, a potom je pripalo državi Chu. Sljedećih stoljeća u ovo područje se masovno doseljavaju Han Kinezi sa sjevera koji su raskrčili većinu šuma i započeli uzgoj riže u dolinama i ravnicama Hunana. Još i danas mnoga sela u Hunanu nose imena po obiteljima kineskih doseljenika. Doseljavanje je osobito bilo poticano za vrijeme dinastija Jin i Južne i Sjeverne dinastije (265. – 589.), kada su sjeverom harala nomadska plemena.
U razdoblju Pet dinastija i Deset kraljevstava (907. – 960.), Hunan je bio dom neovisnog kraljevstva Chu (Deset kraljevstava). Dinastija Yuan i Ming su vladali pokrajinom Huguang (湖广) koju je dinastija Qing podijelila na Hubei i Hunan 1664. god. Hunan je današnje ime dobio 1723. god.
U to vrijeme Hunan je postao važno prometno središte zahvaljujući svom položaju na rijeci Jangce i Carskom putu koji je spajao sjevernu i južnu Kinu. zemlja je bila toliko plodna da je Hunan svojim viškovima hranio druge dijelove Kine. Broj stanovnika je stalno rastao dok pokrajina nije postala prenapučena, što je prouzročilo etničke sukobe popt desetogodišnje Mjao bune (1795. – 1806.), ali i mnogo veće Mjao bune (1854. – 73.). Taipinški ustanak, koji je počeo 1850. god. u južnoj pokrajini Guangxi, proširio se u Hunan i dalje rijekom Jangce. Naposljetku je Hunanska vojska pod zapovjedništvom generala Zenga Guofana umarširala u Nanjing okončavši ustanak 1864. god.
Od tada do 1910. god., Hunan je bio relativno mirno mjesto, a uslijedile su godine Kineskog građanskog rata tijekom kojega je Mao Zedong, rođeni Hunanac, poveo „Ustanak jesenje žetve” 1927. god., kojim je osnovana kratkotrajna Hunanska Sovjetska Republika. Komunisti su nastavili gerilski rat na granici Hunana i Jiangxija, sve do 1934. god. kada su zbog pritiska Kuomintanga započeli slavni Dugi marš do svojih stožera u Shaanxiju. Po odlasku komunista Kuomintang se borio protiv okupatorskih Japanaca (Drugi kinesko-japanski rat)i uspjeli su obraniti glavni grad Changsha. No u japanska Operacija Ichigo kojom su željeli kontrolirati željezničku prugu Wuchang-Guangzhou, pao je i Changsha 1944. god. Po porazu Japanaca 1945. god., Hunan je bio gotovo lišen sukoba dok se komunisti nisu vratili 1949. god., potiskujući nacionaliste prema jugu.
Kao rodni kraj Mao Zedonga, Hunan je podržao Kulturnu revoluciju 1966. – 76., dok su napredne reforme koje je uveo Deng Šaoping poslije Maove smrti prihvaćane jako sporo.
Rođeni Hunanci su i bivši kineski premijer Zhu Rongji, bivši pokojni predsjednik Liu Shaoqi i maršal Peng Dehuai.

## Znamenitosti
Wulingyuan (kineski: 武陵源, pinyin: Wǔlíng Yuán) u županiji Wulingyuan grada Dayonga, je krajolik koji se proteže cijelim slivom rijeke Suoxi, a kojim dominira 3.000 uskih krških stupaca i vrhova od pješčenjaka, većinom viši od 200 metara a neki i do 800. Između njih se nalaze klanci i tjesnaci potoka (njih 60), bazena i slapova, te oko 40 špilja i dva prirodna mosta: Xianrenqias („Most besmrtnika”) i Tianqiashengkong („Most preko neba”, na visini od 357 m je vjerojatno najviši prirodni most na svijetu). Zbog toga je 26.400 ha Wulingyuana upisano na UNESCO-ov popis mjesta svjetske baštine u Aziji 2008. godine.
Pored toga, Hunan se diči rodnim mjestom Mao Zedonga, selom Shaoshan, Drevnim tornjem u Yueyangu i slikovitim etničkim okrugom Fenghuang u Autonomnoj prefekturi Xiangxi u kojoj obitavaju narodi Tujia i Mjao.

## Upravna podjela
Hunan je podijeljen na 14 prefektura od kojih ih je 13 gradskih prefektura, a ostale su autonomne prefekture:
| Zemljovid                | #                                | Naziv                  | Upravno sjedište                                      | Kinesko pismo Pinyin | Stanovništvo (2010.) |
| ------------------------ | -------------------------------- | ---------------------- | ----------------------------------------------------- | -------------------- | -------------------- |
|                          |                                  |                        |                                                       |                      |                      |
| — Gradske prefekture —   |                                  |                        |                                                       |                      |                      |
| 1.                       | Changsha                         | Tianxin (distrikt)     | 长沙市 Chángshā Shì                                   | 7.044.118            |                      |
| 2.                       | Changde                          | Wuling (distrikt)      | 常德市 Chángdé Shì                                    | 5.747.218            |                      |
| 3.                       | Chenzhou                         | Beihu (distrikt)       | 郴州市 Chénzhōu Shì                                   | 4.581.778            |                      |
| 4.                       | Hengyang                         | Yanfeng (distrikt)     | 衡阳市 Héngyáng Shì                                   | 7.141.462            |                      |
| 5.                       | Huaihua                          | Hecheng (distrikt)     | 怀化市 Huáihuà Shì                                    | 4.741.948            |                      |
| 6.                       | Loudi                            | Louxing (distrikt)     | 娄底市 Lóudǐ Shì                                      | 3.785.627            |                      |
| 7.                       | Shaoyang                         | Shuangqing (distrikt)  | 邵阳市 Shàoyáng Shì                                   | 7.071.826            |                      |
| 8.                       | Xiangtan                         | Yuetang (distrikt)     | 湘潭市 Xiāngtán Shì                                   | 2.748.552            |                      |
| 9.                       | Yiyang                           | Heshan (distrikt)      | 益阳市 Yìyáng Shì                                     | 4.313.084            |                      |
| 10.                      | Yongzhou                         | Lengshuitan (distrikt) | 永州市 Yǒngzhōu Shì                                   | 5.180.235            |                      |
| 11.                      | Yueyang                          | Yueyanglou (distrikt)  | 岳阳市 Yuèyáng Shì                                    | 5.477.911            |                      |
| 12.                      | Zhangjiajie                      | Yongding (distrikt)    | 张家界市 Zhāngjiājiè Shì                              | 1.476.521            |                      |
| 13.                      | Zhuzhou                          | Tianyuan (distrikt)    | 株洲市 Zhūzhōu Shì                                    | 3.855.609            |                      |
| — Autonomne prefekture — |                                  |                        |                                                       |                      |                      |
| 14.                      | Xiangxi (za narode Tujia i Mjao) | Jishou                 | 湘西土家族苗族自治州 Xiāngxī Tǔjiāzú Miáozú Zìzhìzhōu | 2.547.833            |                      |

Prefekture Hunana su podijeljene na 122 okružne podjele, od čega 34 distrikta, 16 gradskih okruga, 65 okruga i 7 autonomnih okruga. Oni se nadalje dijele na 2.587 općina, od čega 1.098 grada, 1.158 naselja, 98 etnička naselja, 225 poddistrikta i 8 javnih ureda.

## Gospodarstvo
Tradicionalne poljoprivredne kulture su: riža i pamuk. Hunan je također važno središte uzgoja čaja. Osim poljoprivrednih proizvoda, u posljednjih nekoliko godina, Hunan je postao važno središte za proizvodnju čelika, strojeva i elektroničkih proizvoda.

## Stanovništvo
U Hunanu živi 41 etnička skupina. Prema popisu stanovništva, 89,79% (57,54 milijuna) izjasnili su se kao Han Kinezi, 10,21 % (6,575,300) čine manjinske skupine: Tujia Miao, Dong, Yao, Bai, Huej, Žuana, Ujguri i dr. Ti ljudi su autohtoni stanovnici Hunana i govore različite jezike koji nisu međusobno razumljivi u usporedbi s jezikom Han Kineza, koji je mandarinski kineski. Većina je u prošlosti tlačila manjinu.